# Pentacon Six
Pentacon Six — среднеформатный однообъективный зеркальный фотоаппарат, выпускавшийся в ГДР народным предприятием VEB Pentacon Dresden с 1966 до 1990 года. Фотоаппарат был оснащён байонетом с накидной гайкой типа P6, который в СССР был известен под наименованием «Байонет Б» и полностью совместим с советскими объективами системы «Киев-6С». Семейство Pentacon Six было популярно у советских профессиональных фотографов, оставаясь наряду с малоформатными камерами Praktica, единственными доступными в легальной продаже зеркальными фотоаппаратами иностранного производства.

## Историческая справка
Pentacon Six относится к одному из двух принципов компоновки среднеформатных однообъективных «зеркалок», в западной литературе получившему условное название англ. T-shape. В отличие от «кубической» конструкции, характерной для Hasselblad или Mamiya, Pentacon при взгляде сверху напоминает букву «Т», как и большинство малоформатных камер. Основанием этой буквы служит шахта зеркала, поперёк которой располагается прямолинейный лентопротяжный такт. Впервые такой дизайн был использован в немецком зеркальном фотоаппарате Noviflex, а в течение того же 1935 года воспроизведён Францем Кохманом, сконструировавшим Reflex Corelle с кадром 6 × 6 см.
Непосредственным предшественником Pentacon Six считается фотоаппарат Praktisix, разработанный в 1956 году Зигфридом Бёмом, как «увеличенная» версия малоформатного фотоаппарата Praktina. Для среднеформатной камеры такой дизайн был необычным, и фотографы сразу оценили его удобство. После успешной презентации на выставке Photokina, камера выпускалась без изменений до 1964 года. Praktisix был первым в мире среднеформатным фотоаппаратом, оснащённым механизмом прыгающей диафрагмы, который почти полностью позаимствован у Praktina. В 1964 году начался выпуск усовершенствованного Praktisix II, изменения в котором носили в основном косметический характер. Ещё через два года вышел Praktisix IIA.
Все «Практисиксы» страдали общим недостатком: ненадёжным механизмом транспортировки плёнки, допускавшим наложение соседних кадров друг на друга. Проблема устранена лишь в фотоаппаратах Pentacon Six, первая версия которого выпущена в 1966 году и представлена на Лейпцигской ярмарке. Для точного измерения прошедшего отрезка плёнки в новой камере использован отдельный ролик с мелкими игольчатыми зубьями и надёжным сцеплением с гладкой эмульсией. В результате стало возможно использование не только рольфильма «тип-120», но и более ёмких катушек «тип-220» на 24 кадра 6×6. Как и Praktisix, новый фотоаппарат штатно комплектовался складной шахтой, а дополнительно можно было приобрести сменную пентапризму. Внешне Pentacon Six практически не отличается от «Практисикса», а все сменные элементы, включая объективы, у обоих фотоаппаратов полностью взаимозаменяемы.
В 1968 году налажено производство пентапризм с встроенным несопряжённым TTL-экспонометром. Одновременно камера получила новое название Pentacon Six TL и начала штатно комплектоваться измерительной призмой. В таком виде фотоаппарат выпускался почти без изменений до 1990 года, когда предприятие VEB Pentacon было ликвидировано. Позднее в западной части объединённой Германии налажено производство фотоаппарата «Exakta 66», который являлся почти точной копией Pentacon Six, но с усовершенствованной пентапризмой, экспонометр которой сопрягается с объективами Schneider Kreuznach. Название Exakta 66 заимствовано у фотоаппарата совершенно другой «кубической» компоновки, выпускавшегося после войны заводами Ihagee.